# Селце (Старозагорская область)
Селце (болг. Селце) — село в Болгарии. Находится в Старозагорской области, входит в общину Мыглиж. Население составляет 8 человек.

## Политическая ситуация
Кмет (мэр) общины Мыглиж — Стойчо Иванов Цанев (Болгарская социалистическая партия (БСП)) по результатам выборов в правление общины.